# جاك دالي (لاعب هوكي الجليد)
جاك دالي (بالإنجليزية: Jack Dale)‏ هو لاعب هوكي الجليد أمريكي، ولد في 19 ديسمبر 1945 في سانت بول في الولايات المتحدة.

## وصلات خارجية
- جاك دالي على موقع EliteProspects.com (الإنجليزية)
- جاك دالي على موقع HockeyDB.com (الإنجليزية)
- جاك دالي على موقع أوليمبيديا (الإنجليزية)